# HD101011
HD101011 — хімічно пекулярна зоря спектрального класу A5, що має видиму зоряну величину в смузі V приблизно  7,8.
Вона  розташована на відстані близько 428,6 світлових років від Сонця.